# 前湖 (泰爾托-弗萊明縣)
52°10′03″N 13°03′18″E / 52.167582°N 13.055060°E

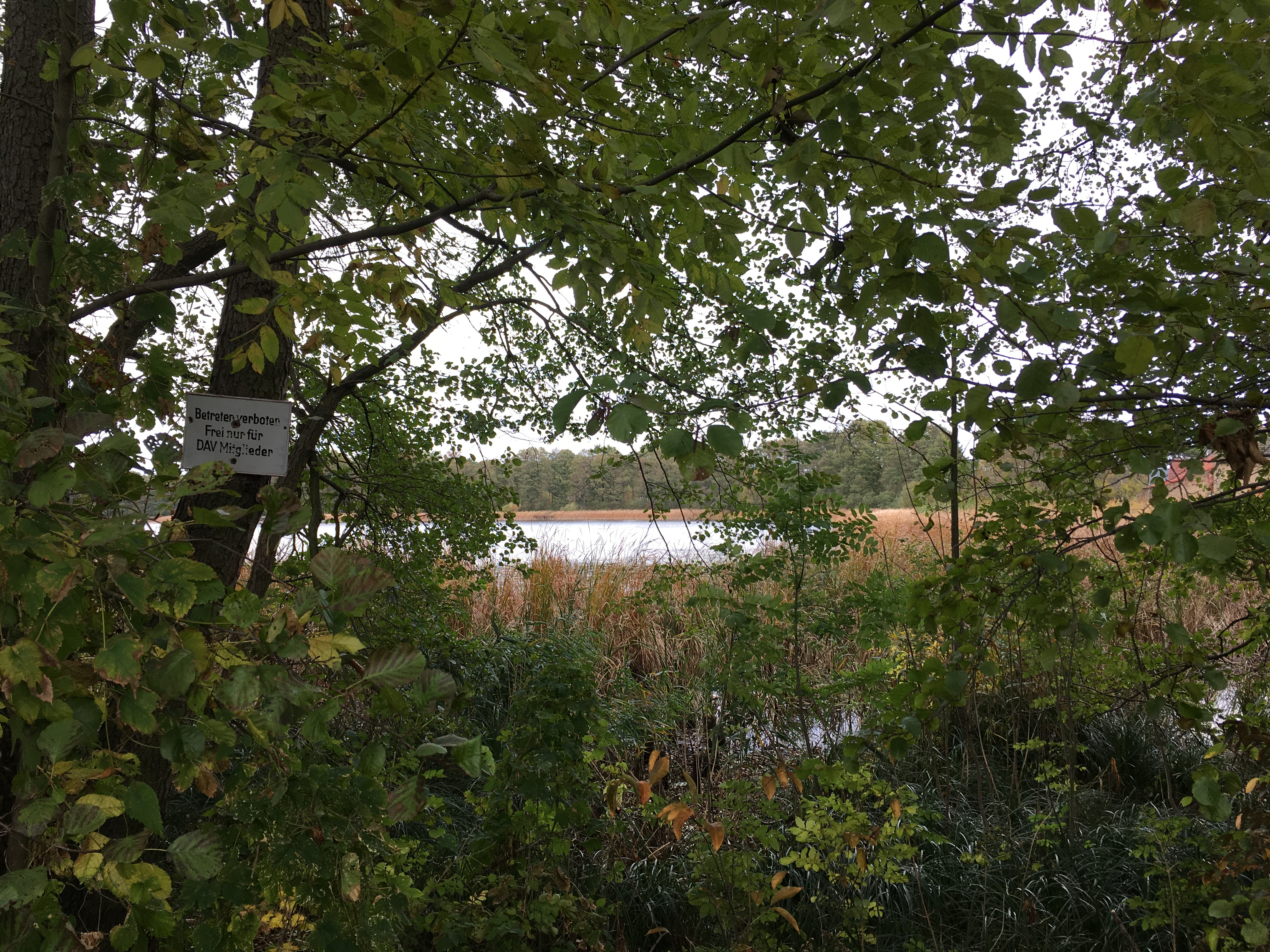

前湖（德語：Vordersee），是德國的湖泊，位於該國西南部，由勃蘭登堡州負責管轄，處於泰爾托-弗萊明縣，面積12.3平方公里，平均水深2.3米，最大水深4米。